# 항일근거지
중국공산당의 항일근거지(중국어: 中國共產黨抗日根據地 중궈궁찬당캉르건쥐디[*])는 1937년부터 1945년까지 중일전쟁 기간 중국공산당이 중국 각지에 설립한 군사 및 정치 활동을 결합한 지역조직을 뜻한다. 1937년 11월 녜룽전이 진차지 변구에 처음으로 항일근거지를 수립했다. 진차지 변구를 통해 처음으로 중일전쟁의 후방 전선이 열렸다. 이 항일 기지는 1938년 이후 오랫동안 중일전쟁의 한 전역으로 전투가 이어졌다. 중일전쟁 종전 당시 중국공산당은 항일근거지 지역의 군사와 민간인을 이끌고 총 적과 125,000 차례 전투를 벌여 527,000명의 일본군을 섬멸했고 위군 1,187,000명을 섬멸했으며 소화기 694,000정과 포 1,800문을 압수했다. 항일근거지의 면적은 거의 1백만 평방킬로미터로 늘어났으며, 근거지 내 인구는 1억명에 달했다. 당시 중국공산당원의 수는 120만명 이상, 인민군 120만명 이상, 민병대 260만명 이상으로 추산되었다.

## 역사
중국공산당의 지도 아래 세워진 항일근거지는 일반적으로 3개 시기로 나뉜다.。
제1기인 1937년에서부터 1940년까지는 중국이 전선 전투에서 패배하고 일본이 중국 영토 대부분을 점령했다. 신사군과 팔로군을 위시로 한 중국공산당의 통제 하에 있는 군대가 일본군 후방에서 게릴라전을 수행했고, 적진 후방에 게릴라전 지역과 근거지를 구축해 작전을 수행했다. 우한이 함락될 무렵에는 진차지, 진지루위, 진쑤이, 산둥, 화중에 5개 항일근거지가 수립되었다. 이 기지가 발전하는 한편 중국 남부에서도 새로운 항일기지가 계속해서 설립되었다. 1940년 말까지 공산당원 수가 80만명으로 증가했고 중국공산당이 지휘하는 중국군 병력은 거의 50만명으로 늘어났으며 중앙당 및 게릴라전 지역을 포함한 근거지역의 인구는 약 1억명에 달했다.
제2기인 1941년에서 1942년까지는 일본군이 점령지에서 통제권을 회복하기 위한 전쟁을 벌이는 동시에 일명 삼광작전으로 게릴라 소탕전을 실시했다. 중국공산당은 항일근거지에서 지중 5.1 전투, 1942년 춘계 타이싱 전역, 1941년 추계 진차지 전역 등으로 일본군의 소탕전에 저항했으나 이 기간 중국공산당의 장악 지역이 대폭 감소했다.
제3기인 1943년에서 1945년 일본의 항복 시기까지는 일본이 태평양 전쟁에서 점차 패색을 보이면서 일본의 중국 내 공세가 둔화되었고, 1943년에는 저항 규모가 1940년 수준으로 돌아왔다. 1944년부터 공산군은 1944년 진지루위 변구 반격 등과 같이 일본군을 향해 다시 반격을 시작하면서 항일근거지의 규모를 다시 크게 늘렸다. 중국공산당 제7차 당대회가 열리기 직전인 1945년 1월에는 중국공산당이 지도하는 항일근거지가 총 17곳이 있었으며 근거지 내 인구는 9,550만명, 면적은 956,000 제곱킬로미터, 병력은 91만명, 민병대는 220만명, 자위군은 1천만명 이상 달했다.

## 항일근거지 목록
- 산간닝 변구
- 진차지 변구
- 진쑤이 군구
- 진지루위 변구
- 산둥 군구
- 쑤베이 항일근거지
- 양쯔 항일근거지
- 장베이 항일근거지
- 쑤중 항일근거지
- 쑤난 항일근거지
- 화이베이 항일근거지
- 화이난 항일근거지
- 완장 항일근거지
- 저둥 항일근거지
- 충야 항일근거지
- 어위완샹간 항일근거지
- 허난 항일근거지
- 민저간 항일근거지
- 둥베이 항일근거지
- 광시 항일근거지

## 같이 보기
- 중국공산당 혁명 근거지
- 해방구
- 국통구